# 라오스 경찰 축구단
라오스 경찰 축구단은 라오스의 축구단이다. 현재 라오스 프리미어리그에 참가하고 있다.

## 우승
- 라오스 프리미어리그: 2012
- 라오스 FF컵: 2014